# Department of Climate Change, Energy, the Environment and Water
Le Department of Climate Change, Energy, the Environment and Water  (DCCEEW) (en français département du changement climatique, de l'énergie, de l'environnement et de l'eau) est un département du gouvernement australien. Le département est créé le 1er juillet 2022, regroupant les fonctions eau et environnement du ministère de l'Agriculture, de l'Eau et de l'Environnement et les fonctions énergie du ministère de l'Industrie, des Sciences, de l'Énergie et des Ressources,,.
Le responsable du département est le secrétaire, David Fredericks.